# Trompeterschlösschen (Dresden)

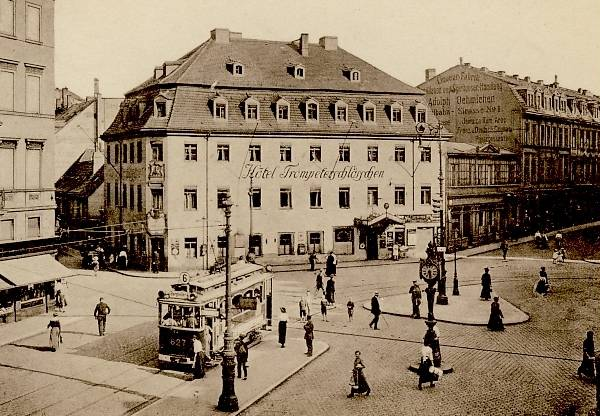
Hotel Trompeterschlösschen, vor 1923

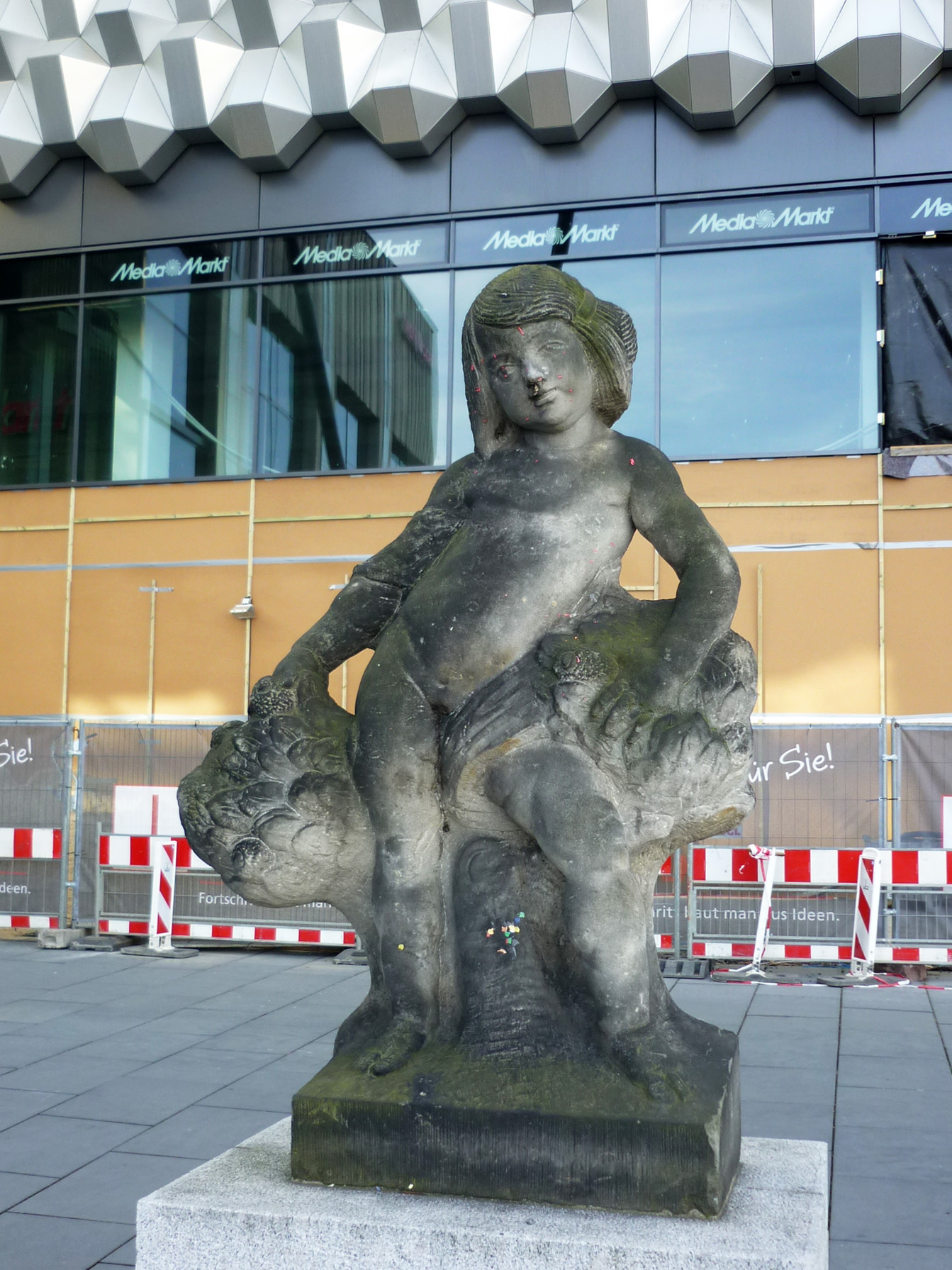
Eine der Polteschen Sandsteinskulpturen

Das Trompeterschlösschen war ein Gebäude am Dippoldiswalder Platz in Dresden.

## Geschichte
Wann das Gebäude errichtet wurde, ist nicht überliefert. Im Jahr 1635 ging es in den Besitz der Witwe eines Feldtrompeters über. Diese nutzte es als Gasthaus. Benannt wurde das Trompeterschlösschen angeblich nach dem Sohn dieser Frau, der kurfürstlicher Feld- und Hoftrompeter war. Es gibt allerdings auch eine Sage zum Trompeterschlösschen, die einst in einer der Gaststuben auch in Gestalt eines Gemäldes zu sehen war: Der Wirt konnte dieser Sage nach einen Teil der Liegenschaft schlecht an Gäste vermieten, weil diese durch einen Spuk um den Schlaf gebracht wurden. Ein Trompeter erklärte, er wolle es mit den nächtlicherweise erscheinenden Geistern aufnehmen, und sah sich dann tatsächlich einer Reihe von Skeletten gegenüber, denen er lange zum Tanz aufspielen musste. Damit aber blies er sie zur ewigen Ruhe, und das Haus war fortan frei von Geistererscheinungen.
1759 wurde das damalige Trompeterschlösschen im Zuge des Siebenjährigen Krieges zerstört; 1764 erfolgte der Wiederaufbau. Damals wurde die Figur eines Trompeters an einer Ecke des Gebäudes angebracht; außerdem folgende Inschrift:
Trompeterschlößchen nennt man mich,

Des Krieges Wut empfand auch ich.

Es warf mich unverhofft ein tötend Feuer nieder,

Allein ich stehe nun durch Gottes Gnade wieder.
Der Wiederaufbau unter Christoph Siegmund Geuthner kostete 10000 Taler.
In einem Reiseführer aus der Mitte des 19. Jahrhunderts wurde das Trompeterschlösschen unter die Gasthöfe zweiten Ranges in der Dresdner Altstadt gerechnet und als „gut und billig“ bezeichnet.
Im ersten Drittel des 20. Jahrhunderts wurde das Gebäude mit neobarocken Putten von Paul Polte geschmückt. Zwei von diesen Sandsteinfiguren überstanden den Zweiten Weltkrieg und wurden im Jahr 2009 restauriert und in der Nähe des Dippoldiswalder Platzes aufgestellt. Das Trompeterschlösschen selbst, in dem sich ein Otto-Ludwig-Zimmer befand, fiel dem Luftangriff vom 13. Februar 1945 zum Opfer. An seiner Stelle befindet sich die Dresdner Centrum-Galerie.
Ernst Heinrich Prinz von Sachsen schilderte die Zerstörung des Hauses: „Gäste und Belegschaft gingen in den Luftschutzkeller. Da erhielt das Gebäude zwei Volltreffer, stürzte in sich zusammen und verschüttete die beiden Eingänge zum Keller. Um den 17. fing man an, die Trümmer wegzuräumen, weil man festgestellt hatte, daß zahlreiche Besucher sich im Keller befinden mußten. Als endlich die Eingänge freigelegt waren, bot sich ein schreckliches Bild. Die anwesenden Wehrmachtsangehörigen hatten erst die Gäste und dann sich selbst erschossen.“
Die erwähnten Putten wurden möglicherweise im Zuge eines Umbaus, der zwischen 1920 und 1934 erfolgte – für den Innenausbau zeichnete der Architekt Oswin Hempel verantwortlich – zum Schmuck des Hauses hinzugefügt.
Den Zustand des Hauses vor 1782 dokumentiert ein Prospect, des von dem See-Thore gelegenen Trompeter Schloesgens denen dabey befindl. Haeusern, und der grossen Plauischen gasse von Friedrich Gottlob Schlitterlau. In den Staatlichen Kunstsammlungen Dresden befindet sich ein Albuminabzug aus der Zeit um 1890, auf dem das Trompeterschlösschen zu sehen ist. Es weist dort deutliche Unterschiede zu dem von Schlitterlau dargestellten Gebäude auf.

## Galerie

Die Gaststube in den 1930er Jahren
Otto Ludwig-Zimmer (circa 1938)
Die Sage vom Trompeterschlößchen